# Abrus
Abrus é um género botânico pertencente à família Fabaceae.
A autoridade científica do género é Adans., tendo sido publicado em Familles des Plantes 2: 327, 511. 1763.